# Vélodrome Brest Ponant Iroise
Das Vélodrome Brest Ponant Iroise ist eine Radrennbahn im französischen Plouzané.
Die Radrennbahn wurde 1987 erbaut und im Juli 1988 eingeweiht; sie ist eine von sieben Radrennbahnen im Finistére. Finanziert wurde ihr Bau vom Syndicat Intercommunal du Vélodrome, der sich aus 15 Kommunen zusammensetzt. Die Bahn ist aus Beton und 333,33 Meter lang, hat eine Breite von sieben Metern und 38 Grad Kurvenüberhöhung. Sie ist an der Rue Jacques Anquetil gelegen.
Im Juni 1995 bereitete sich auf dieser Bahn die französische Nationalmannschaft auf die Weltmeisterschaften in Bogotá vor, im Jahr darauf war die Olympiamannschaft zu Gast. Im Juni 2000 wurde hier der zweite Lauf der Trophée Fenioux mit hochkarätiger Besetzung ausgetragen. 2011 fand auf dem Vélodrome die französische Stehermeisterschaft statt.